# 寺崎哲也
寺崎 哲也（てらさき てつや、1955年1月23日 - ）は、日本の薬学者。専門は薬物送達学で、主に循環血液中と脳内の物質交換における血液脳関門の研究を行っている。富山県出身。薬学博士（東京大学）。

## 略歴
- 1977年 - 金沢大学薬学部卒業。
- 1979年 - 金沢大学大学院薬学研究科修士課程修了。
- 1982年 - 東京大学大学院薬学系研究科博士課程修了、薬学博士。論文は「アドリアマイシンの生体内組織分布に関する生理学的薬物速度論」[1]。 金沢大学薬学部助手。
- 1985年 - 金沢大学講師。
- 1990年 - 金沢大学薬学部助教授。
- 1992年 - 東京大学薬学部助教授。
- 1996年 - 東北大学薬学部教授。
- 現在東北大学大学院薬学研究科副研究科長（薬学部副学部長）・東北大学総長特任補佐・ 東北大学ディスティングイッシュトプロフェッサー。

## 受賞歴
- 1985年 - American Pharmaceutical Association, 1985, Ebert Prize（年間最優秀学術論文賞）。
- 1991年 - 日本薬物動態学会奨励賞。
- 1992年 - 日本薬学会奨励賞。
- 1994年 - 富山県未来財団とやま賞（学術研究部門）。
- 1996年 - American Association of Pharmaceutical Scientists 1996, Meritorious Manuscript Award（年間最優秀学術論文賞)。
- 2005年 - Cerebral Vascular Biology Poster Award。
- 2004年 - American Association of Pharmaceutical Scientists (AAPS) Fellow。
- 2007年 - 日本薬剤学会賞。
- 2007年 - 日本薬物動態学会賞。
- 2013年 - 紫綬褒章。
- 2014年 - 日本薬学会賞。

## 論文
- 国立情報学研究所収録論文 国立情報学研究所